# Mission (Texas)
Mission és una població dels Estats Units a l'estat de Texas. Segons el cens del 2000 tenia 45.408 habitants.

## Demografia
Segons el cens del 2000, Mission tenia 45.408 habitants, 13.766 habitatges, i 11.384 famílies. La densitat de població era de 726,6 habitants/km².
Dels 13.766 habitatges en un 43,4% hi vivien nens de menys de 18 anys, en un 64,8% hi vivien parelles casades, en un 14,5% dones solteres, i en un 17,3% no eren unitats familiars. En el 15,3% dels habitatges hi vivien persones soles el 9,1% de les quals corresponia a persones de 65 anys o més que vivien soles. El nombre mitjà de persones vivint en cada habitatge era de 3,29 i el nombre mitjà de persones que vivien en cada família era de 3,68.
Per edats la població es repartia de la següent manera: un 32,1% tenia menys de 18 anys, un 9,8% entre 18 i 24, un 26,8% entre 25 i 44, un 17,1% de 45 a 60 i un 14,2% 65 anys o més.
L'edat mediana era de 30 anys. Per cada 100 dones de 18 o més anys hi havia 85,3 homes.
Entorn del 22,6% de les famílies i el 26,8% de la població estaven per davall del llindar de pobresa.

## Poblacions més properes
El següent diagrama mostra les poblacions més properes.